# LEW EL12
EL12 – lokomotywa elektryczna produkowana w latach 1951-1978 dla kolei przemysłowych. Wyprodukowano 101 lokomotyw przemysłowych, 5 lokomotyw wyprodukowano do kolei przemysłowych w Staßfurt.